# Stazione di San Paolo (Martina Franca)
La stazione di San Paolo è una fermata ferroviaria al servizio della località di San Paolo, frazione del comune di Martina Franca, posta sulla linea Bari-Taranto. È gestita dalle Ferrovie del Sud Est.
È entrata in servizio nel 1931, assieme al tronco Martina Franca-Taranto della linea Bari-Martina Franca-Taranto.

## Servizi
La fermata dispone di:
- Area per l'attesa

- Accessibilità per portatori di handicap

## Movimento
La stazione è servita da alcuni treni regionali svolti dalle Ferrovie del Sud Est nella relazione Martina Franca - Taranto della linea 1.